# Óleo de sarjeta
Óleo de sarjeta ou óleo de esgoto (chinês: 地沟油 / 地溝油, pinyin: dìgōu yóu, ou chinês: 餿水油, pinyin: sōushuǐ yóu) é uma gíria chinesa usada principalmente na China e em Taiwan para se referir a óleo reciclado.
O termo é usado para descrever a prática ilícita de restaurantes reutilizarem óleo de cozinha que já foi cozido por mais tempo do que os códigos de segurança permite, além do reprocessamento de gordura amarela rançosa (ou óleo de cozinha residual (OCR)) coletada de fontes como fritadeiras de restaurantes e resíduos de matadouro.

## Legalidade e usos
O uso de óleo de sarjeta é altamente desaprovado e muitas vezes leva a processos judiciais. Vender óleo de sarjeta na China pode resultar em longas sentenças de prisão ou sentença de morte com indulto. Em 2014, o empresário Zhu Chuanfeng foi condenado a este último por vender óleo de sarjeta. Nesse mesmo ano, um grande escândalo de óleo de sarjeta foi descoberto em Taiwan. Em 2015, Yeh Wen-hsiang, que era presidente de uma empresa taiwanesa de alimentos, foi condenado a 22 anos de prisão e multado no equivalente a US$ 1,6 milhão por vender 243 toneladas de óleo de sarjeta.